# Émile Carrara
Émile Carrara (Argenteuil, 11 de enero de 1925 - Copenhague, 14 de mayo de 1992) fue un ciclista francés, profesional desde 1946 hasta 1959. Se especializó en el ciclismo en pista concretamente en carreras de seis días. También tuvo algunos éxitos en el ciclismo en ruta como el Gran Premio de las Naciones cuando contaba con 19 años.

## Palmarés en ruta
- 1944

1º en el Gran Premio de las Naciones
- 1945

1º en la Paris-Mantes-en-Yvelines
1º en la París-Évreux
- 1946

Vencedor de una etapa del Tour de l'Ouest
- 1948

Vencedor de 2 etapas del Circuito de los cuatro Grandes Premios
- 1947

1º en el Critérium de As

## Palmarés en pista
- 1947

 Campeón de Francia de Persecución
- 1948

1º en el Premio Dupré-Lapize (con Raymond Goussot)
- 1949

1º en los Seis días de Saint-Étienne (con Raymond Goussot)
1º en el Premio Dupré-Lapize (con Raymond Goussot)
- 1951

1º en los Seis días de Hannover (con Guy Lapébie)
1º en los Seis días de Múnich (con Guy Lapébie)
1º en los Seis días de Berlín (con Guy Lapébie)
- 1952

1º en los Seis días de Saint-Étienne (con Georges Senfftleben)
1º en los Seis días de Hannover (con Georges Senfftleben)
1º en los Seis días de Berlín 1 (con Guy Lapébie)
1º en los Seis días de Berlín 2 (con Heinz Zoll)
1º en los Seis días de Dortmund (con Guy Lapébie)
1º en el Premio Dupré-Lapize (con Georges Senfftleben)
- 1954

1º en los Seis días de Berlín (con Dominique Forlini)